# جون ويلبر دوايت
جون ويلبر دوايت (بالإنجليزية: John Wilbur Dwight)‏ هو سياسي أمريكي، ولد في 24 مايو 1859 في درايدن في الولايات المتحدة، وتوفي في 28 يناير 1928 في واشنطن العاصمة في الولايات المتحدة. حزبياً، نشط في الحزب الجمهوري. وقد انتخب عضو مجلس النواب الأمريكي.